# Estêvão de Brito
Estêvão de Brito (Serpa, Alentejo, (Portugal), vers, 1570 – Màlaga, (Espanya), 1641) fou un compositor polifonista portuguès.
Va estudiar música a la Catedral de Évora amb Felipe de Magalhaens. El gener de 1597 ja estava de mestre de capella de la Catedral de Badajoz (Espanya), on va romandre fins a 1613. En aquest any, va anar a la catedral de Màlaga i va aconseguir de Francisco Vásquez, tenint la mateixa oficina que Cristóbal de Morales, precisament 50 anys abans. Es va quedar a Màlaga fins a la seva mort en 1641.
Va compondre: Avemaries, Lamentacions del divendres Sant, Tedèums, Responsoris, Salms, Villancets de Nadal, i un Tractat de música.